# Hemileucinae
Hemileucinae è una sottofamiglia di lepidotteri della famiglia saturniidae. Comprende numerosi generi, molti dei quali hanno bruchi dotati di peli urticanti e velenosi.

## Caratteristiche
Le specie di Hemileucinae sono diffuse principalmente nelle Americhe. I bruchi sono spesso coperti da peli urticanti che possono causare irritazioni cutanee anche prolungate. Gli adulti presentano colorazioni variabili, spesso brillanti o mimetiche.

## Specie più note
Tra le specie più conosciute della sottofamiglia Hemileucinae si possono citare:
- Hemileuca maia – diffusa in Nord America, nota per i bruchi urticanti.
- Automeris belti – famosa per le ali posteriori con ocelli vistosi.
- Hylesia metabus – le femmine rilasciano peli urticanti che possono causare dermatiti.
- Lonomia obliqua – nota per il veleno dei bruchi, potenzialmente letale per l'uomo.
- Leucanella membranacea – diffusa in Sud America, con bruchi colorati e urticanti.

## Generi principali
Tra i generi inclusi nella sottofamiglia si trovano:
- Adetomeris
- Automeris
- Coloradia
- Dirphia
- Hemileuca
- Hylesia
- Leucanella
- Lonomia
- Molippa
- Paradirphia
- Periga
- Periphoba
- Pseudautomeris